# Jonathan Mestel

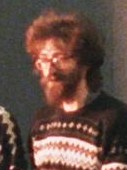
Jonathan Mestel in 1988

Andrew Jonathan Mestel (Cambridge, Engeland, 13 maart 1957) is een Brits wiskundige en schaker. Sinds 1982 is hij een grootmeester (GM). In januari 1984 bereikte hij de Elo-rating 2540. Drie keer was hij kampioen van Groot-Brittannië. 
Hij is hoogleraar in de toegepaste wiskunde aan het Imperial College London. Hij heeft zich bezig gehouden met magnetohydrodynamica en biologische vloeistofdynamica. Hij promoveerde op het proefschrift "Magnetic Levitation of Liquid Metals" aan de Universiteit van Cambridge.
Hij was de eerste persoon die grootmeester (GM) werd in zowel bordschaak als het oplossen van schaakproblemen. Ook vertegenwoordigde hij Engeland met bridge.

## Biografie
In 1974 won hij het Wereldkampioenschap schaken voor jeugd, gehouden in Pont-Sainte-Maxence. Eveneens in 1974 won hij bijna het Britse schaakkampioenschap, maar wist in de playoff in Clacton net niet de titel te veroveren. In 1975 werd hij in Tjentiste derde op het Wereldkampioenschap schaken voor junioren, achter Valery Chekhov en Larry Christiansen. Vervolgens had hij een reeks succesvolle deelnames aan het Brits kampioenschap, waaronder winst van dit kampioenschap in 1976, 1983 and 1988. Zijn overwinning in Portsmouth in 1976 werd begonnen met negen opeenvolgende winstpartijen, dit was een unicum.
In 1982 kreeg Mestel de titel grootmeester (GM); in 1997 werd hij grootmeester in het oplossen van schaakproblemen en won hij het Wereldkampioenschap oplossen van schaakproblemen. Evenals GM John Nunn, is hij lid van het Britse team oplossers van schaakproblemen. 
Tussen 1976 en 1988 was hij een frequent lid van het Engelse team dat deelnam aan de Schaakolympiade, waarbij het team drie medailles won: 2 keer zilver en 1 keer brons. In 1984 behaalde hij aan zijn bord een individuele gouden medaille voor zijn resultaat 7 pt. uit 9 (78%). In 1978 won hij met het Engelse team de Olympiade voor studenten in Mexico, in 1983 won hij met het Engelse team het Europees schaakkampioenschap voor landenteams in Plovdiv. Op beide toernooien won hij ook een individuele gouden medaille, op het EK landenteams met de score 6 pt. uit 7 (85%).
In internationale toernooien was zijn beste vroege resultaat een gedeelde tweede plaats met Miguel Quinteros en Michael Stean in London 1977, achter de winnaar Vlastimil Hort. Ook behaalde hij goede resultaten in Esbjerg, waar hij in 1979 de North Sea Cup won (met Laszlo Vadasz) en in 1984 met Lars Karlsson gedeeld tweede werd, achter Nigel Short. In Marbella in 1982 werd hij gedeeld eerste op een zone-toernooi, met Nunn, Stean en John van der Wiel. Op het prestigieuze jaarlijkse toernooi in Hastings, behaalde hij goede resultaten in 1977/78 (gedeeld vijfde) en in 1983/84, toen hij gedeeld derde werd, achter de gezamenlijke winnaars Karlsson en Jon Speelman. 
Met schaakverenigingen speelt hij in de "Four Nations Chess League", in seizoen 2008/9 voor de The Gambit ADs.
Behalve zijn activiteiten als academicus en zijn schaakactiviteiten, schreef hij samen met Peter Killworth de computer game Brand X, gemaakt voor mainframes, later herschreven voor Microsoft Windows en in de verkoop verschenen onder de naam Philosopher's Quest. 
Andrew Jonathan Mestel is het best bekend onder de naam Jonathan. Hij is de zoon van de Joodse astronoom Leon Mestel. Hij is gehuwd geweest met Anna O'Donovan van 1982 tot haar dood in 2022. Hun zoon David Mestel werd geboren in februari 1992. 

## Externe koppelingen
- home page van Jonathan Mestel, www.ma.ic.ac.uk
- (en)   Informatie over schaakpartijen van Jonathan Mestel op ChessGames.com
- (en)   Informatie over schaakpartijen van Jonathan Mestel op 365chess.com
- (en)  FIDE-ratinggegevens voor Jonathan Mestel